# Ołeksandr Feldman
Ołeksandr Borysowycz Feldman (ukr. Олександр Борисович Фельдман; ur. 6 stycznia 1960 w Charkowie) – ukraiński przedsiębiorca i polityk, z wykształcenia finansista. Jeden z liderów społeczności żydowskiej na Ukrainie. Deputowany do Rady Najwyższej Ukrainy IV, V, VI, VII, VIII i IX kadencji.

## Życiorys
W latach 1978–1980 służył w oddziałach Armii Radzieckiej. Ukończył studia z dziedziny ekonomii na Charkowskim Uniwersytecie Narodowym im. Wasyla Karazina. W młodości pracował m.in. jako robotnik, kierowca, maszynista w kotłowni, ślusarz i budowlaniec. Karierę w biznesie rozpoczął w pierwszej połowie lat 90., w 1994 stanął na czele charkowskiego koncernu dewelopersko-budowlanego AWEK, który wybudował na terenie Charkowa m.in. największe w Europie centrum handlowe. W 1997 założył lokalny fundusz dobroczynności AWEK w Charkowie.
W latach 2001–2004 pełnił obowiązki prezesa, po czym objął funkcję honorowego prezesa spółki akcyjnej klubu piłkarskiego Metalist Charków. W 1999 został przewodniczącym ANKOU, zrzeszenia stowarzyszeń kulturalnych. Stanął też na czele obwodowej gminy żydowskiej w Charkowie. W 2006 został wiceprzewodniczącym ICJP, międzynarodowej rady skupiającej żydowskich parlamentarzystów. W tym samym roku założył i został prezesem zarządu centrum na rzecz tolerancji. W latach 1997–2008 pełnił funkcję prezesa fundacji EFU, a w 2008 objął funkcję prezesa Żydowskiego Komitetu Ukrainy. W 2007 powołany w skład jednego z organów Centrum Szymona Wiesenthala. Zasiadł w Królewskim Instytucie Stosunków Międzynarodowych. W 2007 prezydent Wiktor Juszczenko mianował go członkiem rady koordynacyjnej do spraw organizacji obchodów 75. rocznicy wielkiego głodu. Jest kolekcjonerem dzieł sztuki (malarstwa i rzeźb) oraz drogich alkoholi.
Notowany w rankingach najbogatszych mieszkańców Ukrainy, w 2012 zajął 42. miejsce z majątkiem szacowanym na około 375 milionów USD.
W latach 1998–2002 pełnił funkcję deputowanego rady miejskiej. W 2002 po raz pierwszy uzyskał mandat posła do Rady Najwyższej z okręgu jednomandatowego, zasiadł w Zgromadzeniu Parlamentarnym Rady Europy. Do 2004 należał do parlamentarnej większości wspierającej rząd Wiktora Janukowycza, po pomarańczowej rewolucji przeszedł do Bloku Julii Tymoszenko, stając się jednym ze sponsorów tego ugrupowania. Z listy BJuT uzyskał mandat poselski w wyborach w 2006 i ponownie w przedterminowych wyborach w 2007. W 2006 stanął na czele podkomisji ds. rdzennych narodowości, mniejszości narodowych i grup etnicznych Rady Najwyższej. W trakcie VI kadencji, po przejęciu władzy przez Partię Regionów, wsparł nowy rząd i przeszedł do frakcji tego ugrupowania.
W 2012 z ramienia PR ponownie został wybrany do parlamentu. W 2014 i 2019 utrzymywał mandat poselski na kolejne kadencje jako kandydat bezpartyjny i niezależny. W 2015 został jednym z liderów partii Nasz Kraj.
W Radzie Najwyższej Ukrainy IX kadencji dołączył do frakcji Opozycyjnej Platformy – Za Życie. W wyborach samorządowych w 2020 ubiegał się stanowisko mera Charkowa. Zajął drugie miejsce, zdobywając 14,32% poparcia.

## Ordery i odznaczenia
- Order Księcia Jarosława Mądrego  V klasy (2011)[9]
- Order „Za zasługi” I klasy (2007)[10]
- Order „Za zasługi” II klasy (2004)
- Order „Za zasługi” III klasy (2002)[11]